# Christa Zechmeister
Christa Zechmeister (* 4. Dezember 1957 in Berchtesgaden) ist eine ehemalige deutsche Skirennläuferin. Sie war auf die technischen Disziplinen Slalom und Riesenslalom spezialisiert und gehörte Mitte der 1970er Jahre zu den besten Slalomläuferinnen. Sie gewann in der Saison 1973/74 den Slalomweltcup. Insgesamt gelangen ihr sechs Siege bei Slalom-Weltcuprennen. Bei Olympischen Winterspielen und Weltmeisterschaften fuhr sie dreimal unter die besten zehn. Ihre Schwester Marianne war ebenfalls Mitglied der deutschen Nationalmannschaft.

## Biografie
Zechmeister gewann am 9. Dezember 1972 mit dem zehnten Platz im Slalom von Val-d’Isère ihre ersten Weltcup-Punkte. Nach weiteren drei Top-10-Resultaten erreichte sie am Ende der Saison 1972/73 mit Rang drei im Slalom von Heavenly Valley ihren ersten Podestplatz. Bei den Junioreneuropameisterschaften 1973 in Ruhpolding gewann sie im Slalom hinter der Norwegerin Gro Woxholth die Silbermedaille.
In der Saison 1973/74 war Zechmeister die überragende Slalomläuferin. Sie gewann die ersten vier Rennen und als erste Deutsche den Slalomweltcup. Es war in der achten Weltcupsaison zugleich der erste Sieg einer Deutschen in einem Disziplinenweltcup überhaupt. Ihr Premierensieg beim Slalom am 7. Dezember 1973 in Val-d’Isère machte sie mit 16 Jahren und 3 Tagen zur jüngsten Siegerin eines Weltcuprennens (ein noch immer bestehender Rekord; Stand Mai 2021). Im Riesenslalom schaffte sie am 14. Januar 1974 mit Platz drei in Grindelwald ihren einzigen Podestplatz in dieser Disziplin, den Gesamtweltcup beendete sie auf Platz vier. Nach ihren Weltcupsiegen reiste Zechmeister als große Favoritin zu den Weltmeisterschaften 1974 in St. Moritz, schied dort aber im Slalom nach der besten Zwischenzeit bereits im ersten Durchgang aus. Im Riesenslalom belegte sie Rang 15.
Im Winter 1974/75 gewann Zechmeister den Slalom des Goldschlüsselrennens in Schruns und landete im Slalomweltcup mit vier weiteren Podestplätzen auf dem dritten Rang. Am 17. Januar 1976 feierte sie im Slalom von Berchtesgaden ihren letzten Weltcupsieg. Es blieb in der Saison 1975/76 ihr einziger Podestplatz und sie fiel im Slalomweltcup zurück auf Rang sieben. Bei den Olympischen Winterspielen 1976 in Innsbruck, die auch als Weltmeisterschaften zählten, fuhr sie im Slalom auf Platz sieben.
In der Saison 1976/77 reichte es für Zechmeister zu keinem weiteren Podestplatz im Weltcup. Ihr bestes Resultat war der vierte Platz im Slalom von Maribor, im Slalomweltcup belegte sie Rang zehn. Der größte Saisonerfolg gelang ihr mit dem Gewinn der Deutschen Meisterschaft 1977 im Riesenslalom. Außerdem gewann sie anlässlich des Finales in der Sierra Nevada den Parallelslalom (vor Marie-Theres Nadig und Annemarie Moser-Pröll). Am Ende des nächsten Winters stand Zechmeister mit Platz zwei im Parallelslalom von Arosa zum letzten Mal auf dem Podest. Wie schon das Rennen von 1977, zählte auch dieses allerdings nur zum Nationencup und nicht zur Slalomwertung. Bei den weiteren Rennen kam sie in der Saison 1977/78 nicht mehr unter die besten fünf und im Slalomweltcup erstmals seit fünf Jahren nicht unter die Top 10. Bei den Weltmeisterschaften 1978 in Garmisch-Partenkirchen wurde sie Neunte im Slalom und Zehnte im Riesenslalom. In der Saison 1978/79 erzielte sie mit drei sechsten Plätzen und einem weiteren Top-10-Ergebnis noch einmal Platz zehn im Slalomweltcup. In ihrer letzten Weltcupsaison 1979/80 kam sie in keinem Rennen mehr unter die besten zehn.

## Erfolge

### Olympische Winterspiele
- Innsbruck 1976: 7. Slalom

### Weltmeisterschaften
- St. Moritz 1974: 15. Riesenslalom
- Innsbruck 1976: 7. Slalom
- Garmisch-Partenkirchen 1978: 9. Slalom, 10. Riesenslalom

### Weltcupwertungen
Christa Zechmeister gewann einmal die Disziplinenwertung im Slalom.
| Saison  | Gesamt | Gesamt | Riesenslalom | Riesenslalom | Slalom | Slalom |
| Saison  | Platz  | Punkte | Platz        | Punkte       | Platz  | Punkte |
| ------- | ------ | ------ | ------------ | ------------ | ------ | ------ |
| 1972/73 | 24.    | 25     | –            | –            | 12.    | 27     |
| 1973/74 | 4.     | 129    | 10.          | 26           | 1.     | 103    |
| 1974/75 | 10.    | 127    | 9.           | 26           | 3.     | 90     |
| 1975/76 | 17.    | 50     | 24.          | 3            | 7.     | 47     |
| 1976/77 | 21.    | 40     | –            | –            | 10.    | 30     |
| 1977/78 | 24.    | 14     | –            | –            | 12.    | 14     |
| 1978/79 | 31.    | 48     | 27.          | 9            | 10.    | 51     |
| 1979/80 | 56.    | 6      | –            | –            | 28.    | 6      |

### Weltcupsiege
Zechmeister errang insgesamt 12 Podestplätze, davon 6 Siege:
| Datum            | Ort            | Land        | Disziplin |
| ---------------- | -------------- | ----------- | --------- |
| 7. Dezember 1973 | Val-d’Isère    | Frankreich  | Slalom    |
| 8. Januar 1974   | Les Gets       | Frankreich  | Slalom    |
| 16. Januar 1974  | Les Diablerets | Schweiz     | Slalom    |
| 24. Januar 1974  | Bad Gastein    | Österreich  | Slalom    |
| 16. Januar 1975  | Schruns        | Österreich  | Slalom    |
| 17. Januar 1976  | Berchtesgaden  | Deutschland | Slalom    |

### Junioreneuropameisterschaften
- Ruhpolding 1973: 2. Slalom

### Deutsche Meisterschaften
- Deutsche Meisterin im Riesenslalom 1977